# Bhagawanpur
Bhagawanpur es una ciudad censal situada en el distrito de Varanasi en el estado de Uttar Pradesh, India.  

## Demografía
Según el censo de 2011 la población de Bhagawanpur era de 7269 habitantes, de los cuales 3796 eran hombres y 3473 eran mujeres. Bhagawanpur tiene una tasa media de alfabetización del 90,46%, superior a la media estatal del 67,68%: la alfabetización masculina es del 94,92%, y la alfabetización femenina del 85,71%.